# إثميا عملاقة
إثميا عملاقة (الاسم العلمي:Ethmia gigantea) هي نوع من الحشرات تتبع جنس الإثميا من فصيلة الألاشستيات.